# Vepris eggelingii
Vepris eggelingii är en vinruteväxtart som först beskrevs av Kokwaro, och fick sitt nu gällande namn av W. Mziray. Vepris eggelingii ingår i släktet Vepris och familjen vinruteväxter. Inga underarter finns listade i Catalogue of Life.